# Parvoscincus leucospilos
Espèce
Synonymes
- Lygosoma leucospilos Peters, 1872
- Sphenomorphus leucospilos (Peters, 1872)

Statut de conservation UICN

 LC  : Préoccupation mineure
Parvoscincus leucospilos est une espèce de sauriens de la famille des Scincidae.

## Répartition

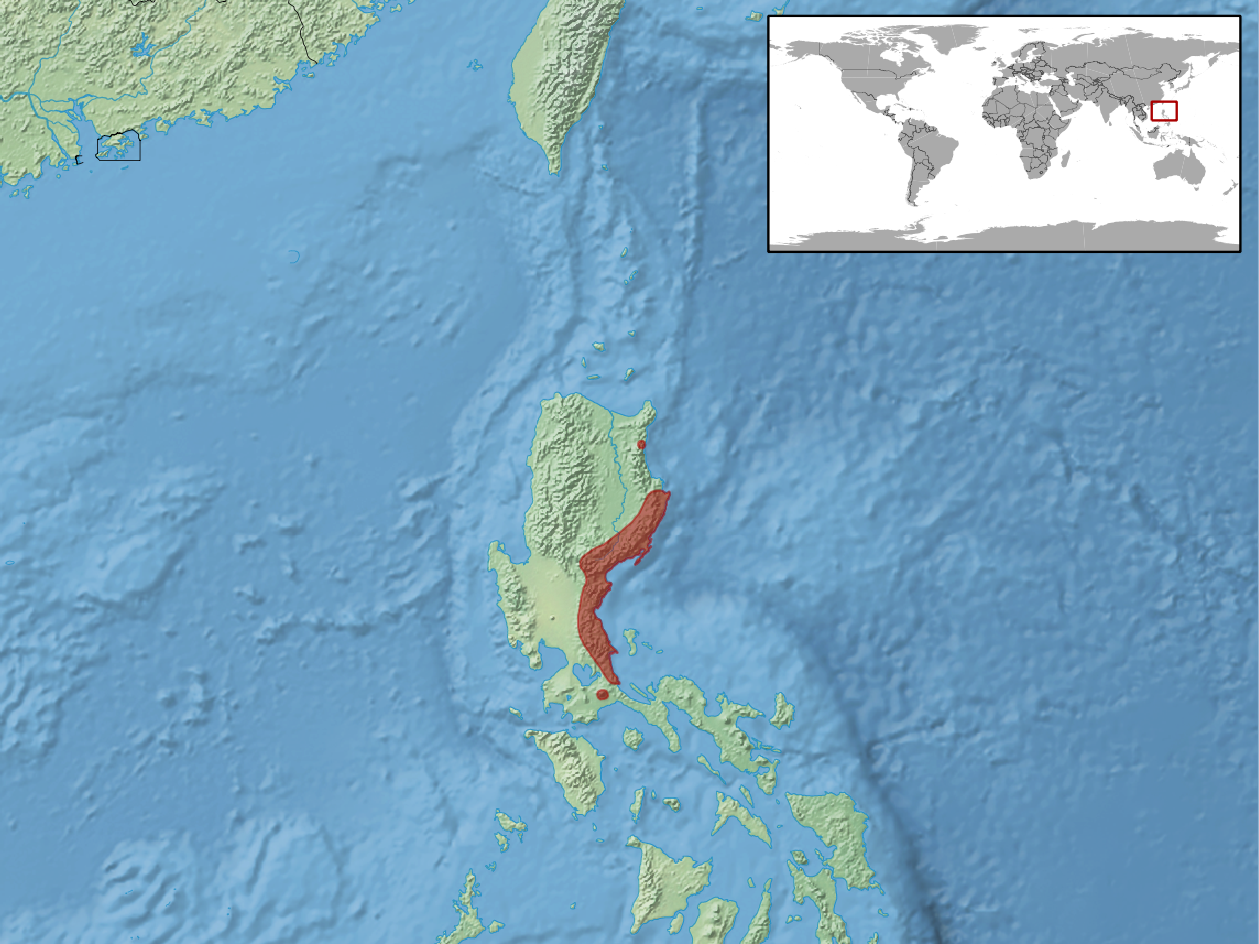
Répartition de l'espèce.

Cette espèce est endémique de l'île de Luçon aux Philippines.

## Publication originale
- Peters, 1872 : Über eine neue von Hrn. Dr. A. B. Meyer auf Luzon entdeckte Art von Eidechsen (Lygosoma (Hinulia) leucospilos) und eine von demselben in Nordcelebes gefundene neue Schlangengattung (Allophis nigricaudus). Monatsberichte der Königlichen Preussischen Akademie der Wissenschaften zu Berlin, vol. 1872, p. 684-687 (texte intégral).